# マリアーノ・オスピナ・ペレス
ルイス・マリアーノ・オスピナ・ペレス (Luis Mariano Ospina Pérez、1891年11月24日–1976年4月14日)は、コロンビアの政治家。コロンビア共和国第17代大統領を務めた。

## 生い立ち
1891年、オスピナはアンティオキア県の県都メデジンで、伝統的なコロンビアの政治家一族であった父親のトゥリオ・オスピナ・バスケスと母親のアナ・ロサ・ペレスの間に生まれた。彼はコロンビア共和国第14代大統領マリアーノ・オスピナ・ロドリゲスの孫であり、コロンビア共和国第11代大統領ペドロ・ネル・オスピナ・バスケスの甥であった。
オスピナはメデジンのコレヒオ・サン・イグナシオで教鞭をとり、Escuela de Minas de Antioquia（アンティオキア鉱山学校）で
工学を学び、鉱山技師として卒業した。卒業後、オスピナは2年間遊学し、その間にアメリカ合衆国のルイジアナ州とロンドン、パリで学んだ。遊学中にオスピナは金採掘、サトウキビ生産、経済学、労働関係、協同組合、土木工学、鉄道システムに関するコースを受講した。

## コロンビアコーヒー生産者連合会
1927年、FNCコロンビアコーヒー生産者連合会が設立されると、最初の地域委員会が「エル・コミテ・デ・カフェテロス・デ・アンティオキア」として設立された。オスピナはその初代会長であり、協会の最初の登録メンバーだった。
1929年8月3日、新しく組織されたコロンビアコーヒー生産者全国連盟の最初の理事会がボゴタで開かれた。最初のメンバーは、マリアーノ・オスピナ・バスケス、アルベルト・カミロ・スアレス、ガブリエル・オルティス・ウィリアムソン、カルロス・カバレロ、ヘスス・デル・コラル、マリアーノ・オスピナだった。オスピナにとって、コロンビア国内のコーヒー産業の組織化は彼の最も重大で野心的な関心事の一つだった。
1930年12月、第4回全国コーヒー生産者会議がボゴタで開催された。オスピナが自身のコーヒー事業を経営した結果、コーヒー業界で得た膨大な知識と経験のおかげで、オスピナはフランシスコ・J・ショー産業大臣とラファエル・オラヤ・エレーラ大統領から、この会議の議長を務めるよう召喚された。オスピナは、この第4回議会の議長に選出された。オスピナは代表団の満場一致の投票により、「ジェレンテ・デ・ラ・フェデラシオン」（総局長）として選出された。彼は1934年までの4年間、この役職に就いた。
1954年、コロンビアコーヒー生産者全国連盟の理事会のメンバーの選挙中に、1946年から1950年まで共和国の大統領を務めていたオスピナが選出され、理事会の会長に任命された。
マリアーノ・オスピナ・ロドリゲスの孫であるオスピナは、コロンビアコーヒー生産者全国連盟の創設者の一人であっただけでなく、後にコーヒー連盟の総局長に選出され、1930年から1934年までその役職を務めた。彼の主な目的は、コロンビアのコーヒーを世界市場に浸透させ、そのかなりのシェアを首尾よく獲得するための積極的なプログラムを実施しながら、コーヒー生産者を支援し、資金を提供し、教育することであった。
オスピナの指揮の下、コロンビアコーヒー生産者全国連盟は、国のコーヒー産業をうまく統合し、世界市場でそれを宣伝して大きな効果を上げた。コロンビアは世界最大のアラビカコーヒー豆の生産国となった。彼は非常に強固な企業基盤を築き、今日、コロンビアコーヒー連盟は500,000を超える独立したコーヒー生産者と小規模農家を組織し、支援している。

## 政治経験
1914年、コロンビアに戻るとオスピナはコロンビア保守党の指導者と連絡を取り、メデジン市議会の参事官に立候補するよう指名された。1915年、オスピナは市議会議員に選出され、1917年に再選された。1919年、オスピナはアンティオキア鉄道の鉄道監督に任命された。
1921年、彼は再びアンティオキア議会に立候補し、当選した。その年に父親が亡くなった後、オスピナは鉱山学校の校長としての仕事を引き継いだ。彼は後に下院議員に、後に上院議員に選出された。
1922年、叔父のペドロ・ネル・オスピナが大統領に選出され、オスピナはコロンビアの上院議員にも選出された。任期は4年。1926年、ミゲル・アバディア・メンデス大統領はオスピナを公共事業大臣に任命したが、彼は1927年までの8ヶ月しか在任しなかった。「Hombre de los Cafeteros」(コーヒー生産者の男) のニックネームで、ほぼ10年間コーヒー連盟で働き、組合のリーダーおよび上院議員としても働いていた。

## 大統領選
保守党は、ラウレアーノ・ゴメス候補がコロンビア大統領の公式候補になることを期待していた。オスピナの名前は、1946年の選挙で、ホルヘ・エリエセル・ガイタンの支持者とガブリエル・トゥルバイの支持者が対立するコロンビア自由党の分裂を利用するために提案された。本選挙まであと3週間しかないため、オスピナはコロンビア大統領の公式保守党候補に指名された。オスピナは、多数の棄権により、40%未満の得票率で自由党の反対派を破った。

## 大統領職
オスピナは1946年8月7日、コロンビアの大統領に就任した。彼の政権下で、コロンビアは袋数と国内総生産 (GDP) の割合の両方で、最高レベルのコーヒー輸出を達成した。彼は国のインフラを強化することを決意し、Ecopetrol (コロンビア石油会社) と Acerias Paz del Río (コロンビア最大の製鉄所) を設立した。彼はまた、社会的責任にコミットし、その目的のために、金融機関La Caja Agraria、社会保障庁、労働省、住宅信用機関を設立し、国民の信用、教育、ブルーカラー労働者、コーヒー生産者、その他の小規模農家や農民の社会的ニーズを満たすのを支援した。
彼の大統領在任中、国は保守党の支持者、自由党の政治勢力、およびボヤカ県、ナリーニョ県、ノルテ・デ・サンタンデール県の各県で台頭するコロンビア共産党との間で政治的闘争の拡大に直面した。共産主義者と自由党は、ラウレアーノ・ゴメス大統領が1946年の大統領選挙に直接干渉し、自由党の1800票を無効として失格にしたと非難した。オスピナは共産主義者からラウレアーノ・ゴメスの後継者と呼ばれ、保守党の権力を維持するという使命を帯びていた。
大統領在任中の1948年4月9日、リベラル派の指導者ホルヘ・エリエセル・ガイタンは混乱した状況でフアン・ロアによって暗殺された。ガイタンはコロンビアの大統領選に2度目の出馬をした。今回、彼は党の予備選挙に勝利し、大衆から大きな支持を得ていた。ガイタンの暗殺によって引き起こされた混乱と怒りは、大規模なボゴタ暴動を引き起こし、コロンビアの首都ボゴタ全体に広がり、後に国の残りの部分にも広がり、ラ・ビオレンシア（暴力の時代）として知られる約10年間の暴力を生み出した。保守党が支援するコロンビア軍は、国民統一政府を樹立する試みが失敗した後、自由党に対する弾圧キャンペーンを開始した。オスピナは、特に1948年に彼を弾劾しようとした国民議会で自由党から激しく批判されたが、オスピナはこれを達成する前に議会を閉鎖した。軍民独裁の10年間が続き、1958年に国民戦線（FN）が創設されるまで続いた。
オスピナは、コロンビアの石油会社ECOPETROL (Empresa Colombiana de Petroleos)、電気通信会社TELECOM、社会保障庁ISS ( Instituto de Seguro Social )、バランカベルメハとプエルト・ベリオからの石油パイプライン、シスガ、サルダーニャ、ネウサの水力発電ダムを建設した。また、 Lauchlin Currie教授の経済ミッションの指揮の下、コロンビア経済開発計画を策定した。彼はまた、コーヒーの生産と輸出を助長し、資金を提供し、増加させた。
1949年、内戦が続く中、ラウレアーノ・ゴメスがコロンビアの大統領に選出された。保守党で分裂が生じた。オスピナは穏健派を支持し、ゴメスは保守党の極端な政策を支持した。オスピナは最終的にゴメスに対するクーデターを支持し、オスピナ政権下の元郵便電信大臣グスタボ・ロハス・ピニージャの軍事政権を樹立した。
オスピナは後にロハスと政治的な意見の相違があり、彼の支持を撤回し、代わりに国民戦線の創設を奨励することを選択した。
1966年に来日している。
彼は1976年4月14日にボゴタで84歳で亡くなった。